# Szűcs Judith
Szűcs Judith (Budapest, 1953. augusztus 15. –) magyar énekesnő.

## Pályafutása
Budapesten, Sashalmon született, 1953-ban. Zenei általános iskolába járt, ahol zongorázni tanult, majd a középiskolában fodrásznak készült. A Fodrász Egyesület Tavasz ´67 nevű leánykórusában énekelt.
1966-ban alapította testvérével, Szűcs Antal Gáborral a Szivárvány együttes (Sashalom) együttest, amely az akkori slágereket játszotta. 1969-ben az Aludj, édes c. mari népdallal debütált a Magyar Rádióban. 1970-ben a Munkaügyi Minisztérium által kiírt népdalversenyen a zsűri különdíját kapta. Tagja volt a Harmónia vokálnak. 1971-ben az OSZK Stúdióban, 1972-től pedig már a Rádió táncdalstúdiójában is tanult énekelni.Az 1972-es Ki mit tud?-on indult, de az első magyar női popegyüttesben, a Beatricében is zenélt. Hangszere a zongora volt. Az 1970-es évek végén divatos diszkózene stílusában énekelt, amire bőven akadt vevő Magyarországon. A „Diszkókirálynő” elnevezése is innen ered.
Az igazi áttörés 1977-ben jött a Metronóm ’77 fesztiválon, ahol a Táncolj még! funk stílusú dalt adta elő, amellyel elnyerte a harmadik helyezést és a Hungaroton cég érdeklődését. Egy évvel később már megjelent az első nagylemeze, amelynek a címadó dala éppen a Táncolj még! volt. Az album platinalemez lett. A televízió elkészítette az énekesnő első show-műsorát, amely ugyancsak tetszett a közönségnek és végül de nem utolsósorban, a Pop-meccs című vetélkedőben a közönségszavazatok alapján ő lett az év énekesnője.
Elsősorban a hetvenes évek végén és az 1980-as években volt sikeres. Külföldön is jelentős sikereknek örvendett (pl. az akkori NDK-ban, Szovjetunióban, Csehszlovákiában, Kubában). 1979-ben az énekesnő „h” betűt tett a keresztneve végére, mégpedig a K-Tel svájci lemezkiadó kérésére, amely akkoriban diszkóslágereket is kiadott híres művészek előadásában. 1979-ben két dallal is (Mammy Good Night; Forever) szerepelt a K-Tel diszkódalok válogatásalbumain („Disco Mania”; „Disco Action” című lemezek). 
Sőt a K-Tel második 1979-es diszkóválogatásalbum („Disco Action“) posztere már őt ábrázolta. Így a művésznő második nagylemezén is már csak a JUDITH művészneve szerepelt, amely egyben az album címe is lett.
Volt komoly érdeklődés iránta az NSZK-ból is, de végül nem jött össze a dolog. Hiába jelent meg négy kislemeze az EMI Electrola kiadónál és hiába segített neki a Boney M. mögött álló Frank Farian is, vízumprobléma miatt nem lett sztár Nyugaton. Kinti menedzsere, aki nagylemezt tervezet Judithtal, sajnos egy idő után feladta, mert nem tudott heteket várni csak arra, hogy az énekesnő kiutazhasson.
1984-ben pedig egy osztrák impresszárió szerette volna menedzselni őt, azután, ahogyan hallotta a Bilgeri & Judith duettjét, a She's A Break Dancer – Body To Body címűt (a dalhoz látványos klip is készült Ausztriában), de a Hungaroton cég, amelyhez szerződés kötötte Szűcs Judithot, nagyon drágán akarta eladni az énekesnőt. Így az énekesnő már végleg lemondhatott a világhírről.
A legutóbbi új dalokat is tartalmazó lemeze 2017-ben jelent meg, amely a 20 albuma is volt egyben. 2022-ben pályafutásának 50 éves jubbileumát ünnepelte Magyarország egyik legsikeresebb énekesnőjeként.
2025 nyarán az énekesnő elárulta, hogy 2021-ben súlyos cukorbeteg lett.
Kórházba került de rendbe jött 5 év alatt.

## Családja
Bátyja: Szűcs Antal Gábor is zenész, gitáros, közreműködött Judith lemezein. Testvérei még Szűcs Annamária, Szűcs László, Szűcs Bálint. 
1984-ben Fülöp Csaba fotóssal, zeneszerzővel, a Dinamit együttes szövegírójával már komoly volt a párkapcsolata. 1985 januárjában az énekesnő Kubában koncertezett, terhesen, a Skorpióval. 1986 májusában elkészült a hetedik, Tudod, a tiéd vagyok című nagylemeze, és abban az évben június 17-én megszületett kislánya, Fülöp Tímea Rita. Férjétől 1995-ben vált el, tízévi házasság után.

## Díjak és elismerések
- 1972 – táncdal és énekkar kategóriában a Ki mit tud? győztese
- 1973 – 3. helyezést ért el az Arany Orfeusz fesztiválon
- 1975 – 2. helyezést ért el a máltai Lavaletta fesztiválon
- 1977 – 3. helyezést ért el a Metronóm fesztiválon
- 1979 – Pepita Oroszlán – díjat kapott a legnagyobb példányszámban eladott albumért az adott évben
- 1979 – a Cavan Fesztivál (Írország) Legjobb női előadó díja
- 1979 – a World Popular Song Fesztiválon (Yamaha Music Fesztivál), Tokióban elnyerte a The Most Charming Lady (azaz A legbájosabb hölgy) című elismerést
- 1980 – Nívó-díjat kapott az Űrdiszkó című tévé-revü műsoráért
- 1983 – a neewollahi fesztivál (Kansas, USA) Nagy díja és I. díja
- 2008 – Megyei Prima-díj (Közép-Magyarország)
- Popmeccs – Év énekesnője (1978, 1979, 1980, 1983)

## Információk

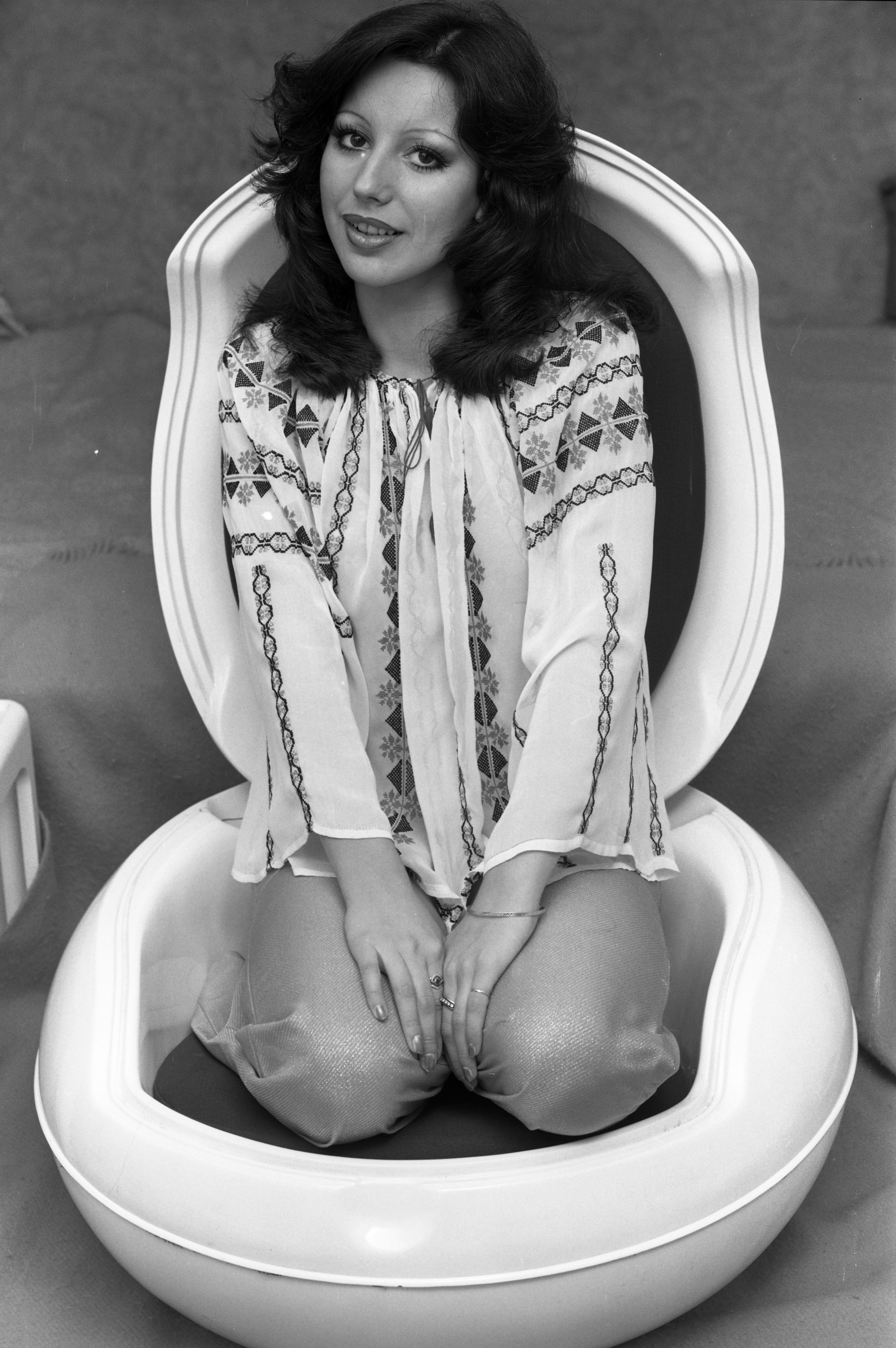
1976-ban

- Szűcs Judith akaratlanul hozzájárult a legendás magyar rock and roll formáció, a Hungária felbomlásához, amikor 1982-ben úgy döntött, hogy Szikora Róbert lesz az „udvari“ szerzője. A Hungária-tagoknak nem tetszett, hogy az énekes-dobosuk a magyar diszkókirálynőnek ír dalokat.
- 1983-ban Mándoki Lászlót, a Dschinghis Khan együttes tagját hívta meg vendégnek Szűcs Judith a Szeverevetlevek című ötödik show-műsorába. Mándoki, aki mellesleg olyan diszkósztárnak is írt azokban az években dalokat mint Amii Stewart volt, pedig köszönet jeléül duettet produkált kettőjük számára, amely az említett 5. Szűcs Judith show-műsorában hangzott el.
- Az egyetlen rockslágerét, a Ne siess (1985) címűt, egy magyar származású nyugatnémet zenész és producer, Sereg Imre (aki egyébként dolgozott Nina Hagennel és a Nenával is) írta, annak ellenére, hogy Magyarországon hosszú hagyománya volt a rockzenének és mindig sok nagyszerű rockzene alkotó állt az énekesek rendelkezésére. Szűcs Judith az akkori nyugat-berlini Spliff stúdióban énekelte fel az említett sikeres dalt.
- Szűcs Judith népszerű volt az amerikai magyarok körében az Egyesült Államokban is, 1985–2005 évek között az ott élő magyarok rendszeresen meghívták az énekesnőt és szerveztek neki fellépéseket. A 2014-es év végén az énekesnő meghívást kapott a londoni honfitársaitól is. Ugyanebben az évben a németek is meghívták őt hazájukba, ahol egy nosztalgikus televíziós műsor vendége volt, mégpedig az egykori nagy tévé-revüműsor, az Ein Kessel Buntes folytatásában. Ebben a nagyszerű műsorban annak idején rendszeres sztárvendég volt.
- Szűcs Judith koncertet adott a koszovói békefenntartó erők magyar katonáinak 2003 karácsonyán, konkrétan a pristinai táborban szerzett jó kedvet a katonáinknak.
- Szűcs Judith dalait is feldolgozzák más énekesek. A legtöbb cover verziós dal nem az énekesnő legnagyobb slágereiről, de a lenyűgöző karácsonyi dalról, az -ról (1983) készült, többek között Malek Andrea, Bery, Baby Gabi, Bencsik Tamara, Mask előadásában.

## Lemezek

### Nagylemezei
- Táncolj még! (1978) (platinalemez)
- Judith (1979) (aranylemez)
- Meleg az éjszaka (1980) (aranylemez)
- Ilyen ma egy lány (1981) (aranylemez)
- Kihajolni veszélyes (1982)
- Szeverevetlevek (1983)
- Tudod, a tiéd vagyok (1985)
- Szűcs Judith 8. (1986)
- Én vagyok én (1988)
- Rumeláj (1990)
- Valami forró (1991)
- Disco klasszikusok magyarul (1992) (MAHASZ Top 40 #28) – 10 diszkó világsláger és a Táncolj még! feldolgozása
- Ugye táncolsz még (1995) – az énekesnő népszerű dalainak saját feldolgozásai
- Együtt a szerelemért (1998)
- Kezdjünk új életet (1999) (aranylemez)
- Slágerek (2000) – az énekesnő legnépszerűbb dalainak saját feldolgozásai
- Szenvedély (2001)
- Slágerek 2. (2002) – az énekesnő legnépszerűbb dalainak saját feldolgozásai (folytatás)
- Ne játssz a szívemmel (2004)

Összeállítás (kompiláció) CD
- Szerelmeim (2010) – a legszebb szerelmes dalok (1998 – 2010) két újdonsággal
- 45 év száguldás (2017) – két új dallal (Táncold át az éj-éjszakát, Érints meg)
- Hozd el a holnapot! – (2017) – főcím: Táncra fel!, kiadó: Reader´s Digest

Maxi CD
- Ölelj szorosan át (1993) – kis példányszámban megjelent, kereskedelmi forgalomba nem került anyag
- Elvarázsoltál – 2007 – kis példányszámban megjelent promóciós anyag

### Kislemezei
- 1972 – Szólj már, vagy kiabálj
- 1972 – Majd megfordul a szél
- 1972 – Egy csöpp kis előleg / Rossz madár
- 1973 – Nekem csak vele kell a szerelem
- 1973 – Álmos hajnalok / Valami szépet
- 1973 – Fiú, az önzésed unom már
- 1973 – Mitől – mitől?
- 1973 – Ne bántsd a csendet!
- 1973 – Már látom én / Búcsúdal
- 1974 – Kékszárnyú lepke / Még most sem olyan könnyű
- 1974 – Az én kedvesem
- 1974 – Kedvesem sose félj
- 1975 – Hová sietsz?
- 1975 – Piros kardvirág
- 1977 – Mondd azt / Éjfél után
- 1977 – Ne indulj hosszú útra!/ Boldog vasárnap
- 1977 – Tépj egy szál virágot
- 1977 – Táncolj még!
- 1979 – A fotós / Hozzád szól
- 1979 – Mammy Good Night / A Tender Loving Touch
- 1979 – Mikor téged várlak / Álom, kedves álom
- 1982 – Unsent Letter / I'm Shi-shi-shivering
- 1982 – Sexy Tonight / Down, down, down
- 1985 – Ő az életem / Csak diliből mondtam (R-GO változatok és zenei kíséret)
- 1989 – Rumeláj / Belelóg a kalapom az arcomba
- 1989 – Rumelaj (angolul)

Németország, Ausztria:
- 1977 – Regen im Tanz / Schornsteinfeger küsse ich nicht, kiadó: Amiga
- 1978 – Zum Teufel mit Napoleon / Du, es tut mir leid, kiadó: Amiga
- 1980 – Wir hatten einen Sommer Zeit / Das ist ein schöner Tag, kiadó: EMI Electrola
- 1981 – Seit dieser Nacht / Wenn ich jetzt geh', kiadó: EMI Electrola
- 1981 – Ein Mann wie du / Komm lass ihn, kiadó: EMI Electrola
- 1982 – Am Morgen eines neuen Tages / Deine Stadt ist mir fremd, kiadó: EMI Electrola
- 1984 – She's A Break Dancer (Body To Body), előadók: Bilgeri & Judith, kiadó: OK Musica

### Kiadatlan dalai
- 1974 – Ne búcsúzz
- 1976 – Csudajó a kakaó
- 1976 – Akárhogy nézzük
- 1977 – Ez a divat
- 1977 – Napfény nélkül
- 2006 – Nem akarok sírni már (Never Can Say Goodbye)
- 2011 – Ne engedj el
- 2018 – Közeleg az új év (remake)
- 2018- Never Can Say Goodbye (remake)

Németország:
- 1977 – Manchmal träum´ ich noch von dir
- 1977 – Onkel John ist wieder da
- 1977 – Die Hochzeit muss sich lohnen
- 1977 – Was ist denn dabei
- 1980 – Ein Mädchen singt und tanzt
- 1980 – Zorbas Lied
- 1983 – Ob blond, ob braun
- 1983 – Wie Samt war die Nacht
- 1984 – Tanz’ heut’ abend
- 1985 – Wäre det nich wundascheen
- 1986 – Wenn zu Haus´ die glutroten Rosen blühen
- 1986 – Sehnsucht nach ´nem Bett
- 1987 – Auf der Sonnenseite
- 1987 – Im Morgengrauen
- 1989 – No Chance

UK
- 2018 – Disco Danube, Talking Drums (5) – Talking Drums Vol. 2[4]

### Külföldön megjelent nagylemeze
- 1980 – Judit Szűcs, kiadó: Opus (Csehszlovákia)

### Közreműködőként
- 1974 – Have An Earth; album: Golden Orpheus '73 – Awarded Songs And Singers, kiadó: Балкантон – ВТА (Bulgária)
- 1976 – Remélem azt; album: Made in Hungary, kiadó: Hungaroton – Pepita
- 1979 – A fotós, Kétezerben; album: Pepita Favorit, kiadó: Hungaroton – Pepita
- 1979 – Hozzád szól; album: Tessék Választani '79 – 1., kiadó: Hungaroton – Pepita
- 1981 – Száguldás; Meleg az éjszaka; album: Disco Party 2., kiadó: Hungaroton – Pepita
- 1982 – Nagy idő, album: Top 11, kiadó: Pepita
- 1985 – Mama, mama; album: Benkő Dániel: Pop antico, kiadó: Hungaroton
- 1988 – Elkéstem; album: Pop-tari-top ´88, Sikerlista + B. Tóth László, kiadó: Hungaroton – Favorit
- 1993 – Mindennap elhagytál; album: Pop-Rock Fesztivál '93 – A Döntő Dalai, kiadó: Rákóczi – RMC 2/04
- 1997 – Mit tegyek hogy érezd; album: Sztárok a pálma alatt: 35 év slágerei újdonságokkal, kiadó: Magneoton
- 1999 – Ha belehalok százszor is; album: Együtt – A Budapest Sportcsarnok újjáépítéséért, kiadó: Lui-Ton
- 2000 – Táncolj még!; album: Legendák 13: A 70-es évek kislemez slágerei N°1., kiadó: Hungaroton
- 2005 – If You Dance With Me; album: Discocity, Budapest: 1st Hungarian Disco Compilation From the 70's and 80's; kiadó: Blek / BLEKCD71
- 2011 – Itt a karácsony; album: Karácsonyi hangulatban; kiadó: Hungaroton Music Store
- 2014 – A fotós; Táncolj még!; album: Visszatérek én – a hetvenes évek slágerei; kiadó: Reader´s Digest

Németország, Svájc:
- 1978 – Dieser Tag; album: Internationales Schlagerfestival Dresden '77, kiadó: Amiga
- 1978 – Zum Teufel mit Napoleon; album: Box 3/78, kiadó: Amiga
- 1978 – Zum Teufel mit Napoleon; album: Die Großen Erfolge '78, kiadó: Amiga
- 1979 – Forever; album: Disco Action, kiadó: K-Tel
- 1979 – Mammy Good Night; album: Disco Mania, kiadó: K-Tel
- 1980 – Wir hatten einen Sommer Zeit; album: Single News – Ausgabe 5'80, kiadó: EMI Electrola GmbH
- 1981 – Ein Mann wie du; album: Single News – Ausgabe 9'81, kiadó: EMI Electrola GmbH
- 1982 – Am Morgen eines neuen Tages; album: Single News – Ausgabe 3'82, kiadó: EMI Electrola GmbH
- 1982 – Zum Teufel mit Napoleon; album: Harlekino, kiadó: Amiga
- 1999 – Zum Teufel mit Napoleon; album: 1969 – 79, Amiga Schlagerarchiv; kiadó: Sony BMG Music Entertainment
- 2007 – Schornsteinfeger küsse ich nicht; album: Die Hits Aus Den Bruderländern, Vols. 1-3; kiadó: Sony BMG Music Entertainment
- 2007 – Schornsteinfeger küsse ich nicht; album: 60 Jahre Amiga Vol. 12; kiadó: Sony BMG Music Entertainment
- 2008 – Regen im Tanz; album: Amiga – Schlagererfolge der 70er & 80er Jahre, Volume 1-3; kiadó: Sony BMG Music Entertainment
- 2011 – A tanítás után; album: Hits & Raritäten Der 80er – Neue Oldies Braucht Das Land Vol.2; kiadó: Sony BMG Music Entertainment
- 2011 – Wir hatten einen Sommer Zeit; album: Deutsche Hits & Raritäten Der 80er – Neue Oldies Braucht Das Land Vol.4; kiadó: Sony Music

## Ismert dalai
| - Szólj már, vagy kiabálj (1972) - Nekem csak vele kell a szerelem (1973) - Kékszárnyú lepke (1974) - Mondd azt! (1975) - Remélem azt (1976) - Boldog vasárnap (1977) - Tépj egy szál virágot (1977) - Éjfél után (1977) - Táncolj még! (1977,1978) - Ha táncolsz velem (1978) - Gyere a Disco Club elé (1978) - Nincs rajtad kívül senki sem (1978) - Eleonóra '904-ből (1978) - Egy apró vallomás (1978) - Tavaszi hangok (1978) - Járd el a Zorba dalát (1979) - Mikor emlékül írtál egy dalt (1979) - Hozd el a holnapot (1979) - Kérlek, hogy jöjj el (1979) - Űrdiszkó (1979) - A tanítás után (1980) - Száguldás (1980) - Elbúcsúzom (1980) - Meleg az éjszaka (1980) - Dodona (1981) - Nagy idő (1981) - Tíz centire a térképen (1981) - Van-e helyem (1981) | - Ilyen ma egy lány (1981) - Szex-ideál (1982) - Egy levél (aláírás nélkül) (1982) - Didididididididergek (1982) - Csak egy szépszemű csavargó (1982) - Kihajolni veszélyes (1982) - Itt a karácsony (1983) - Karolj belém (1983) - Rock and roll (1983) - Video (1986) - Elkéstem (1988) - Én elhiszem (1988) - Most szólj! (1988) - Rumeláj (Rumelaj) (1989) - Még sohasem (1990) - Nem volt már rég (1990) - Ne szégyelld (1990) - Hello (1991) - Valami forró (1991) - Csak azt ne mondd (Light My Fire) (1992) - Mit tegyek hogy érezd (1998) - Tűzszínű éj (Just Walk Away) (1998) - Kezdjünk új életet (1999) - Soha nem elég (1999) - Ha belehalok százszor is (1999) - Rio (2001) - Búcsú (2002) - Elvarázsoltál (2007) - Legyen ez a tűz (2010) |

## Filmek
- 1990 – Kártyaaffér hölgykörökben – Zenés TV színház, rendező: Bán Róbert

### Revü- és show-műsorai
- 1978 – Táncolj még!: Szűcs Judit műsora, szereplők: Color (együttes) a Magyar Televízió tánckara, rendező: Csenterics Ágnes, hossz: 25 perc
- 1979 – Űrdiszkó: Szűcs Judith műsora, közreműködik a Magyar Televízió tánckara, rendező: Csenterics Ágnes, hossz: 27 perc[5]
- 1981 – Száguldás: Szűcs Judith műsora, szereplők: Don Lurio és az NDK Televízió tánckara, rendező: Csenterics Ágnes, hossz: 35 perc[6]
- 1983 – Kihajolni veszélyes: Szűcs Judith műsora, közreműködik a Magyar Televízió tánckara, rendező: Csenterics Ágnes, hossz: kb. 20 perc
- 1984 – Szeverevetlevek: Szűcs Judith műsora, szereplők: Mándoki László és a Magyar Televízió tánckara, rendező: Csenterics Ágnes, hossz: kb. 30 perc
- 1997 – Ugye táncolsz még..., 25 éve a pályán: Szűcs Judith jubileumi műsora, válogatás a korábbi műsorai klipjeiből egy újdonsággal, rendező: Csenterics Ágnes, ifj. Márton Zoltán, hossz: kb. 25 perc

### Videóklipjei
- Csak ő érdekel (1985)
- Videó (1986)
- Most szólj (1988)
- How to pick up the boys (1988)
- Rumeláj (1990)
- Nem volt már rég(1990)
- Ne szégyelld (1990)
- Valami forró (Red Hot) (1991)
- Neked csak annyi kell (1991)
- Csak azt ne mondd (Light My Fire) (1992)
- Még, még, még (Shame On You) (1992)
- Itt a vége (Rock Your Baby) (1992)
- Mikor érzem (What A Feeling) (1993)
- Mit tegyek hogy érezd (1998)
- Elvarázsoltál (2007)

### VHS
- 1997 – Ugye táncolsz még..., kiadó: MTV-Televideo Kiadó, hossz: kb. 64 perc

### DVD
- 2008 – Az én slágereim, kiadó: Mokép-Pannónia Kft., hossz: kb. 62 perc

Válogatás DVD (közreműködőként)
- 2013 – Ein Kessel Buntes Vol. 7-9, mint közreműködő: Judith Szűcs & Fernsehballett – Filmmelodien; kiadó: Sony Music (Németország)

### Portréfilmek
- Hogy volt?! – Szűcs Judith (2021)

## Nagykoncert
- 2002. november 10-én volt pályafutása 30 évfordulójának jubileumi koncertje a Budapesti Vigadóban
- 2004. október 16.: Stefánia Palota – lemezbemutató koncert és egyben jubileumi, a művésznő ötvenedik születésnapját ünneplő koncert
- 2017. április 10.: Erkel Színház – 45 év száguldás – jubileumi koncert show

## Könyv
- 2005 – Táncolsz velem? – fiatalságom titkai – (Multimédiás CD-melléklettel), szerzők: Sipeki Kata és Szűcs Judith; kiadás: Szűcs Judith Kiadó

## Közreműködő zenésztársak és kollégák

### Zeneszerzői
Schöck Ottó, Ihász Gábor, Victor Máté, Szűcs Antal Gábor, Delhusa Gjon, Lámer Emil, Papp Gyula, Bródy János, Rusznák Iván, Somló Tamás, Nagy Tibor, Lerch István, Várkonyi Mátyás, Szikora Róbert (Bob Lanky), Pálvölgyi Géza, Sereg Imre, Bogdán Csaba, Trunkos András, Mihály Tamás, Voga János, Szűcs Norbert, Jankai Béla, Szontág József, Garam Péter, Menyhárt János, Závodi Gábor, Török Tamás és a Bon-Bon, Dima Rakou, Toldi Tamás, Rakonczai Viktor, Dandó Zoltán.

### Szövegírói
Szenes Iván, Sztevanovity Dusán, Várszegi Gábor, Szabó Géza, S. Nagy István, Ihász Gábor, Delhusa Gjon, Frenreisz Károly, Schönthal Henrik, Ráti Ágnes, Demjén Ferenc, Szikora Róbert, Szikora Zsuzsa, Fülöp Csaba, Papp Tamás, Nagy Gábor, Mihály Tamás, Voga János, Szigeti Edit, Závodi Gábor, Török Tamás, Duba Gábor, Hatos Péter, Miklós Tibor, Toldi Tamás, Valla Attila.

### Kísérő együttesek és más együttműködő kollégái
Color (együttes) (1978), Dinamit (1979), Neoton Família (1980), M7 (1981), Fregoli (1982), R-GO (1983), Skorpió, (1985). A későbbi években a legjobb zenészeket hívta meg az énekesnő a stúdióalbumok felvételéhez, vagy a koncertturnékhoz, de szinte soha nem hagyta ki a bátyját – a kiváló gitárost Szűcs Antal Gábort. A nyolcvanas években rögzített lemezei az akkoriban világszinten ellátott Omega stúdióban készültek (ahol többször Kóbor János állt az énekesnő mellett mint zenei rendező) a Meleg az éjszaka (1980), Ilyen ma egy lány (1981) és a Szeverevetlevek (1983) című nagylemezek kivételével.